# BKB 3 und 4
Die beiden normalspurigen Tenderlokomotiven BKB 3 und 4 waren von Hanomag gebaut worden. Zum Einsatz kamen sie auf den Burgdorfer Kreisbahnen (BKB). An diese angeschlossen war die Werkbahn der Gewerkschaft Riedel. Da die Gewerkschaft Riedel auch Gesellschafter der BKB war und die Lokomotiven der Werkbahn auch auf der Kreisbahn zum Einsatz kamen, lässt sich nicht mehr genau klären, ob die Lok 4 wirklich Eigentum der BKB war. 1924 und 1933 wurden die Lokomotiven an die Marienborn-Beendorfer Kleinbahn weitergegeben, die der Gewerkschaft Burbach gehörte, die inzwischen die Gewerkschaft Riedel übernommen hatte. Dort erhielten sie die Betriebsnummern 4II (BKB 3) sowie 6 (BKB 4).
1949 wurden die Lokomotiven von der Deutschen Reichsbahn übernommen und erhielten die Betriebsnummern 89 6233 und 89 6405. Sie waren bis 1967 in Betrieb, wurden dann ausgemustert und verschrottet.

## Geschichte

### Vorkriegsgeschichte
1924 verkaufte die BKB die Lok 4 an die Marienborn-Beendorfer Kleinbahn (KMB), die dort die Bezeichnung 6 trug und 1933 die Lok 3 an die gleiche Bahn, sie trug dort die Bezeichnung KMB 4II. Die Lokomotiven verblieben bei dieser Gesellschaft und überstanden unbeschadet den Zweiten Weltkrieg.

### Nachkriegsgeschichte
1949 wurden die Lokomotiven von der Deutschen Reichsbahn übernommen und als 89 6233 (KMB 4II) bzw. 89 6405 (KMB 6) bezeichnet. Die 89 6233 war 1950 in Eilsleben und ab 1953 in Magdeburg beheimatet. Die Lok wurde 1966 abgestellt und 1967 verschrottet.
Die 89 6405 war 1950 ebenfalls in Eilsleben beheimatet. Von 1953 bis 1962 war sie in Bernburg und wurde danach nach Güsten umstationiert, wo sie 1965 ausgemustert und ein Jahr später verschrottet wurde.

## Konstruktion
Die BKB 3 besaß nach den späteren Umzeichnungskriterien bei der Deutschen Reichsbahn eine Achslast von 12 t, die BKB 4 eine von 14 t. Sie besaßen einen Blechrahmen, der als Wasserkastenrahmen ausgebildet war. Die äußere Steuerung war als Heusinger-Steuerung ausgebildet, die dritte Achse wurde angetrieben. Der Kreuzkopf wurde einschienig auf der Gleitbahn geführt.
In Langkesselmitte war der Dampfdom, unmittelbar dahinter der Sandkasten angeordnet. Gespeist wurde der Kessel von zwei Strahlpumpen der Bauart Strube. Der Stehkessel war zwischen den Rahmenwangen eingezogen und hatte eine Feuerbüchse aus Kupfer. Die Rauchkammer war mit einer genieteten Rundnaht mit dem Stehkessel verbunden und trug einen konischen Schornstein.
Die Lokomotiven besaßen eine indirekte Bremse Bauart Knorr und eine Wurfhebelbremse. Der zweite und dritte Radsatz wurden von vorn abgebremst. Der handbetätigte Sandstreuer sandete den Treibradsatz von vorn und hinten. Sie besaßen ein Dampfläutewerk Bauart Latowski, eine Dampfpfeife sowie eine Petroleumbeleuchtung.